# بول روبنز
بول روبنز (بالإنجليزية: Paul Rubenfeld)‏ (27 أغسطس 1952 - 30 يوليو 2023)، هو كاتب وكاتب سيناريو وممثل أمريكي، ولد في 27 أغسطس 1952 بنيويورك في الولايات المتحدة. من الجوائز التي نالها جائزة إيمي داي تايم ‏.

## وفاته
توفي بول روبنز عن عمر ناهز السبعين، يوم الأحد 30 يوليو 2023 بعد معركة مع مرض السرطان استمرت لست سنوات، حسب بيان نُشر عبر حسابات الممثل الرسمية في مواقع التواصل الاجتماعي.

## أعمال

### أفلام
- (1992) بافي قاتلة مصاصي الدماء
- (1992) عودة الرجل الوطواط
- (1993) كابوس قبل عيد الميلاد[7][8][9]
- (1996) ماتيلدا[10]
- (2009) الحياة في زمن الحرب
- (2011) السنافر
- (2013) السنافر 2[11]
- (2015) حب بالصدفة

### مسلسلات
- آلي مكبيل
- أميريكان داد!
- الجميع يحب رايموند
- بوشنغ ديزيز
- سلاحف النينجا
- متمردو حرب النجوم

## جوائز
- جائزة إيمي داي تايم [الإنجليزية]‏

## وصلات خارجية
- بول روبنز على موقع IMDb (الإنجليزية)
- بول روبنز على موقع الموسوعة البريطانية (الإنجليزية)
- بول روبنز على موقع روتن توميتوز (الإنجليزية)
- بول روبنز على موقع ألو سيني (الفرنسية)
- بول روبنز على موقع ميوزك برينز (الإنجليزية)
- بول روبنز على موقع ميوزك برينز (الإنجليزية)
- بول روبنز على موقع تيرنر كلاسيك موفيز (الإنجليزية)
- بول روبنز على موقع أول موفي (الإنجليزية)
- بول روبنز على موقع قاعدة بيانات برودواي على الإنترنت (الإنجليزية)
- بول روبنز على موقع قاعدة بيانات الأفلام السويدية (السويدية)